# Linon (Rance)
Der Linon ist ein Fluss in Frankreich, der in der Region Bretagne verläuft. Er entspringt im Gemeindegebiet von Trémeheuc, entwässert generell in südwestlicher Richtung und mündet nach rund 36 Kilometern im Gemeindegebiet von Évran als rechter Nebenfluss in die Rance. Auf seinen letzten Kilometern verläuft er parallel zum Canal d’Ille-et-Rance und trägt zur Wasserversorgung des Kanals bei. Auf seinem Weg durchquert der Linon die Départements Ille-et-Vilaine und Côtes-d’Armor.

## Orte am Fluss
- Trémeheuc
- Combourg
- Saint-Domineuc
- Trévérien
- Évran